# (4453) Bornholm
(4453) Bornholm est un astéroïde de la ceinture principale.

## Description
(4453) Bornholm est un astéroïde de la ceinture principale. Il fut découvert le 3 novembre 1988 à Brorfelde par Poul Jensen. Il présente une orbite caractérisée par un demi-grand axe de 2,99 UA, une excentricité de 0,11 et une inclinaison de 9,4° par rapport à l'écliptique.

## Compléments